# Patarai Mnaszeasz
Patarai Mnaszeasz (Kr. e. 3. század) görög író

## Élete
A lüciai Patarából származott, Eratoszthenész tanítványa volt. Munkáiból csak jelentéktelen töredékek maradtak fenn. Egy, legalább nyolc részre terjedő munkában átfogó földleírást adott, de mint Euhémerosz követője a mítoszokat történelmi tényként kezelte.